# Syrgenstein
Syrgenstein är en kommun i Landkreis Dillingen an der Donau i Regierungsbezirk Schwaben i förbundslandet Bayern i Tyskland. 
Kommunen bildades 1 juli 1970 genom en sammanslagning av kommunerna Altenberg och Ballhausen i den nya kommunen Altenberg, namnet ändrades 1 februari 1971 till det nuvarande.
Kommunen ingår i kommunalförbundet Syrgenstein tillsammans med kommunerna Bachhagel och Zöschingen.